# 1. HOL 1997./98.
Prva hrvatska odbojkaška liga za sezonu 1997./98. je predstavljala sedmo izdanje najvišeg ranga odbojkaškog prvenstva Hrvatske. 
Sudjelovalo je deset klubova, a prvak je sedmi put zaredom bila Mladost iz Zagreba.

## Konačni poredak
| mj. | klub                    | bod |
| --- | ----------------------- | --- |
| 1.  | Mladost (Zagreb)        | 35  |
| 2.  | Akademičar (Zagreb)     | 34  |
| 3.  | Pauk Veronika (Županja) | 33  |
| 4.  | Novi Zagreb (Zagreb)    | 26  |
| 5.  | Rijeka (Rijeka)         | 26  |
| 6.  | Varaždin (Varaždin)     | 26  |
| 7.  | Karlovac (Karlovac)     | 25  |
| 8.  | Metaval (Sisak)         | 23  |
| 9.  | Mladost (Kaštel Lukšić) | 22  |
| 10. | Metalac OLT (Osijek)    | 20  |